# Джордж, Габби
Га́бриелл Али́шия Джордж (англ. Gabrielle Alishya George; родилась 2 февраля 1997, Манчестер) — английская футболистка, защитник женской команды «Манчестер Юнайтед» и женской сборной Англии.

## Клубная карьера
Начала играть в футбол в возрасте девяти лет, тренируясь в команде с мальчиками. Тренировалась в футбольных академиях «Блэкпула» и «Манчестер Юнайтед».
В 2014 году присоединилась к женской команде «Эвертона». В апреле 2014 года дебютировала за «ирисок» в игре против «Ноттс Каунти Лейдис». В 2014 гоу сыграла в финале Женского кубка Англии, в котором «Эвертон» уступил «Арсеналу».
В 2017 году подписала с «Эвертоном» двухлетний контракт, став первой полностью профессиональной футболисткой в истории клуба.
14 сентября 2023 года перешла в «Манчестер Юнайтед». 10 октября 2023 года Джордж дебютировала в Женской Лиге чемпионов УЕФА, сыграв против «Пари Сен-Жермен». 15 октября 2023 года в игре Женской суперлиги против «Лестер Сити» получила травму передней крестообразной связки колена, из-за которой пропустила оставшуюся часть сезона.

## Карьера в сборной
Джордж выступала за сборные Англии до 17, до 19, до 20 лет и до 21 года. Принимала участие в чемпионате мира 2014 года среди девушек до 20 лет.
В 2017 году получила свой первый вызов в главную женскую сборную Англии. 4 сентября 2018 года дебютировала за сборную в матче отборочного турнира к чемпионату мира против сборной Казахстана. В 2018 году она провела два матча за сборную.
3 декабря 2024 года, спустя шесть лет после последнего матча за сборную, Джордж вернулась в её расположение, сыграв 63 минуты в матче против Швейцарии.

## Личная жизнь
Двоюродный брат Джордж — футболист Джесси Лингард, ранее выступавший за «Манчестер Юнайтед» и сборную Англии.

## Достижения

### Командные достижения
«Эвертон»
- Финалистка Женского кубка Англии: 2013/14, 2019/20

«Манчестер Юнайтед»
- Финалистка Женского кубка Англии: 2024/25

### Личные достижения
- Игрок месяца в Женской суперлиге: январь 2023[11]
- Член «команды турнира» чемпионата Европы среди девушек до 17 лет: 2014[12]
- «Восходящая звезда северо-запада»: 2015[13]
- Игрок сезона в женской команде «Эвертона»: 2021/22[14]
- Игрок сезона в женской команде «Эвертона» по версии болельщиков: 2017/18, 2021/22